# Isaac Christie-Davies
Isaac David Christie-Davies (Brighton, 18 ottobre 1997) è un calciatore gallese, centrocampista svincolato.

## Carriera

### Club
Cresciuto nel settore giovanile del Liverpool, debutta in prima squadra il 17 dicembre 2019, in occasione dell'incontro di EFL Cup perso per 5-0 contro l'Aston Villa. L'8 gennaio 2020 viene ceduto in prestito al Cercle Bruges, dove tuttavia non viene mai impiegato. Il 7 settembre viene acquistato a titolo definitivo dal Barnsley, firmando un contratto triennale. Il 29 gennaio 2021 passa in prestito agli slovacchi dello DAC Dunajská Streda. L'8 giugno 2022 si trasferisce a titolo definitivo ai belgi dell'Eupen, con cui firma un contratto biennale.

### Nazionale
Dopo aver giocato nelle nazionali giovanili inglesi Under-16 ed Under-17, nel 2018 ha esordito con la nazionale gallese Under-21.

## Statistiche

### Presenze e reti nei club
Statistiche aggiornate al 15 gennaio 2022.
| Stagione        | Squadra             | Campionato      | Campionato | Campionato | Coppe nazionali | Coppe nazionali | Coppe nazionali | Coppe continentali | Coppe continentali | Coppe continentali | Altre coppe | Altre coppe | Altre coppe | Totale | Totale |
| Stagione        | Squadra             | Comp            | Pres       | Reti       | Comp            | Pres            | Reti            | Comp               | Pres               | Reti               | Comp        | Pres        | Reti        | Pres   | Reti   |
| --------------- | ------------------- | --------------- | ---------- | ---------- | --------------- | --------------- | --------------- | ------------------ | ------------------ | ------------------ | ----------- | ----------- | ----------- | ------ | ------ |
| 2019-gen. 2020  | Liverpool           | PL              | -          | -          | FACup+CdL       | - + 1           | 0               | UCL                | -                  | -                  | CS          | -           | -           | 1      | 0      |
| gen.-giu. 2021  | DAC Dunajská Streda | SL              | 4+5        | 0          | CS              | 1               | 0               |                    | -                  | -                  |             | -           | -           | 10     | 0      |
| 2021-2022       | Barnsley            | FLC             | 2          | 0          | FACup+CdL       | 0               | 0               |                    | -                  | -                  |             | -           | -           | 2      | 0      |
| 2022-2023       | Eupen               | D1              | 16         | 0          | CB              | 1               | 0               |                    | -                  | -                  |             | -           | -           | 17     | 0      |
| Totale carriera | Totale carriera     | Totale carriera | 27         | 0          |                 | 3               | 0               |                    | -                  | -                  |             | -           | -           | 30     | 0      |